# Gaëtan Picard
Pour les articles homonymes, voir Picard (homonymie).
Gaëtan Picard (Montréal, le 31 mai 1956) est un écrivain québécois auteur de la série de littérature fantastique Azura le double pays (Éditions Pierre Tisseyre). Le 18 mars 2013, il fonde une maison d'édition numérique dédiée aux littératures de l'imaginaire, NUM Éditeur.
Son roman « Le piège » a été Grand Finaliste au Prix des Univers Parallèles 2008.